# 16號州際公路
16號州際公路（英語：Interstate 16，簡稱I-16），又名吉姆·吉利斯薩凡納公園古道（英語：Jim Gillis Historic Savannah Parkway），是美國州際公路系統，也是喬治亞州公路系統的一部份，全線位於喬治亞州，該公路同時被喬治亞州州政府編為404號喬治亞州州道，但公路上並未設置404號喬治亞州州道的標誌。全長166.81英里（268.45），呈東南-西北走向，連接薩凡納和梅肯（與75號州際公路交匯）。

## 輔助線
16號州際公路有一條輔助線，編號為516，全長6.48英里（10.43），是薩凡納外環快速道路的一部份。這條公路在1980年代被納入州際公路系統，目前仍是21號喬治亞州州道的一部份。喬治亞州州內所有州際公路均有一個400至500的州道編號，I-16在2000年編為421號喬治亞州州道，但從未在公路上設有州道標誌。